# Antonov An-26
De Antonov An-26 (Russisch: Ан-26) (NAVO-codenaam: Curl) is een tweemotorig transportvliegtuig van de Oekraïense vliegtuigbouwer Antonov. Het vliegtuig is ontwikkeld vanuit de Antonov An-24 met als doel militair gebruik, en werd op de markt gebracht in 1969. Hetzelfde vliegtuig werd later ook zonder licentie gebouwd in China door vliegtuigbouwer Xian onder de naam Y-14.
De 1403 gebouwde toestellen zijn of waren vooral voor militair gebruik. De belangrijkste afnemer was de luchtmacht van de Sovjet-Unie. Anno 2006 vliegen onder andere de luchtmachten van Afghanistan, Bangladesh, Angola, China, Cuba, Libië, Oekraïne, Polen, Rusland en Vietnam nog met toestellen van dit type.
In augustus 2006 waren in totaal nog 267 An-26-vliegtuigen in gebruik bij passagiersluchtvaartmaatschappijen. De luchtvaartmaatschappijen die de meeste vliegtuigen van dit type gebruiken zijn Lao Airlines (6), Syrian Arab Airlines (6), Aerocom (5), ARP 410 Airlines (5), Air Urga (10), Exin (9), RAF-Avia (5), Turkmenistan Airlines (5), Iraero (7), Scorpion Air (6), Yakutia Airlines (5) en Aerogaviota (18).

## Eigenschappen
- Bemanning: 4 (2 piloten, 1 technicus, 1 navigator)
- Passagiers: maximaal 40
- Maximale Belading: 5.500 kg
- Lengte: 23,8 m
- Spanwijdte: 29,2 m
- Hoogte: 8,32 m
- Maximaal gewicht bij opstijgen: 24.000 kg
- Snelheid: 440 km/h

Het toestel heeft een actieradius van 2.550 kilometer, maar dit kan teruglopen tot 900 à 1100 kilometer wanneer het toestel zwaar beladen is.

## Grote ongevallen met An-26
- 26 januari 1990 – provincie Zavhan, Mongolië, toestel MIAT, 30 slachtoffers (inzittenden)[1]
- 14 januari 1992 – Addis Abeba, Ethiopië, toestel Ethiopian Air Force, 73 slachtoffers (inzittenden)[2]
- 23 april 1993 – provincie Zavhan, Mongolië, toestel MIAT, 32 slachtoffers (inzittenden en bemanning)[3]
- 4 oktober 2007 – Kinshasa, Democratische Republiek Kongo, toestel Africa One, 38 slachtoffers (17 inzittenden, 21 op de grond).[4]
- 6 maart 2018 - Latakia, Syrië, toestel Russische maatschappij, 32 slachtoffers (inzittenden).[5]
- 25 september 2020 - Charkov, Oekraïne, toestel van de Oekraïense Luchtmacht, op trainingsvlucht. 26 bevestigd overleden. De oorzaak is waarschijnlijk een motorstoring.[6]